# 第4世代ジェット戦闘機

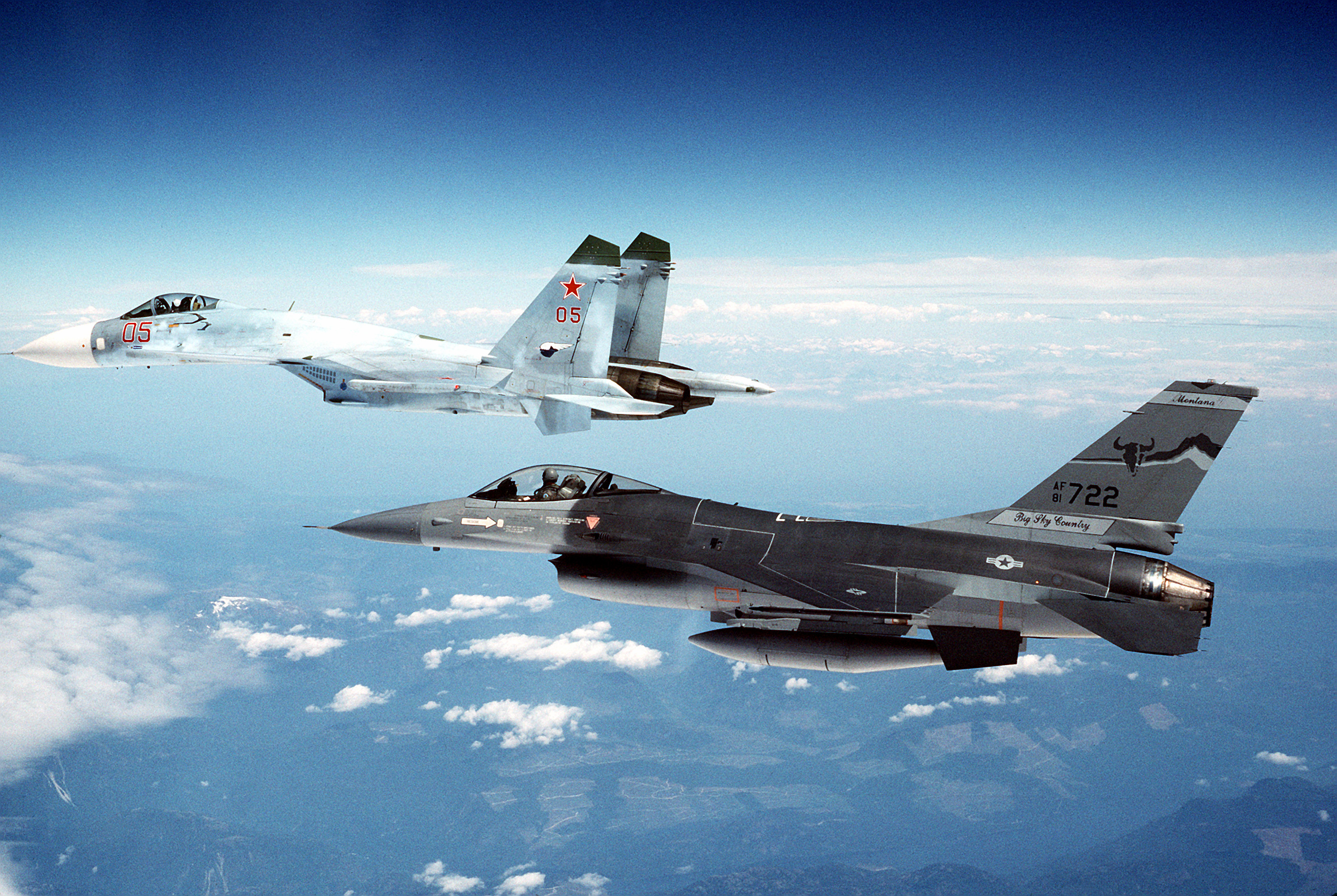
共に第4世代ジェット戦闘機であるF-16とSu-27

第4世代ジェット戦闘機（だい4せだいジェットせんとうき、英語:4th generation jet fighter；ロシア語:боевой самолёт четвёртого поколения）とは、それまでの戦術航空機での戦訓と技術の進歩から1970年代に概念が打ち立てられ、おおよそ1980年代から運用が始められ、おそらくは2010年代以降まで運用されているであろうジェット戦闘機の一群のことをいう。これらの第4世代戦闘機の中でも電子機器を中心に一歩進んだ技術を有し、第5世代ジェット戦闘機の特徴のいくつかを備えたものは第4.5世代ジェット戦闘機と呼ばれることもある。
代表的な第4世代ジェット戦闘機としては、アメリカ合衆国のF-14、F-15、F-16、F/A-18、フランスのミラージュ2000、ロシアのSu-27系、MiG-29系などが挙げられる。

## 概要
1956年に配備の始まったサイドワインダーを装備したF-86戦闘機が1958年の台湾海峡における金門砲戦時の大規模な空中戦などで戦果をあげた事例などから、今後の戦闘機同士の戦闘は「遠距離から射程の長いミサイルを発射して相手を撃墜するものになる」という「ミサイル万能論」が主流となり、空対空兵装としての機関砲は軽視されるようになっていった。加えて戦争は核兵器を搭載した超音速爆撃機が主流となるとされ、新規開発の比重は対戦闘機戦闘を主目的とした制空戦闘機からミサイル（核弾頭搭載も含む）による爆撃機要撃のためのF-102の様な要撃戦闘機や、戦術核による対地攻撃力を補充するF-105の様な戦闘爆撃機に移っていった。当初、F-86の後継とされたF-100も戦闘爆撃機に転用され、F-101やF-104なども機動性を軽視した仕様となった。
こうした経緯から、アメリカ空軍はベトナム戦争開始時期に充分な格闘戦能力を持つ機体を保有しておらず、ミサイルの信頼性と機動性の悪さ、ロックオン可能範囲の狭さからミサイル攻撃でも機動性を要求されたことと、ミサイルを打ち尽くした時や最低射程距離以下での戦闘では機関砲無しででは打つ手が無かったこと、ミサイル回避にも機動性が必要だったことに加えて緒戦での同士討ちを契機に定められた交戦規定（有視界外戦闘の禁止）により、旧式のMiG-17やMiG-21との格闘戦闘に巻き込まれて苦戦を強いられた。ただし1961年当時の国防長官のロバート・マクナマラの推し進めた空海両軍の機種統一により導入したF-4が比較的機動性に優れていたためベトナム戦争を凌ぐことはできた。また核攻撃の手段がICBMなどの弾道ミサイルへ移行し、爆撃機による核攻撃の可能性がほぼ無くなり、超音速要撃機の必要性も低下した。
この戦訓から機関砲の搭載と機動性に優れた戦闘機が求められ、これに応える性能を獲得するため、ベトナム戦争直前から提唱されていたエネルギー機動性理論を元に前世代の大推力ターボジェットエンジンよりはるかに推力重量比の大きな戦術航空機用のアフターバーナーつきターボファンエンジンが装備された。推力の向上とエンジン重量・機体重量の軽減に加え、機動性能向上のための主翼面積拡大、LERXやカナード等の空力デバイスの追加も行われた結果、ドッグファイト能力にとどまらず、余裕のある推力重量比と空力性能により制空や地上攻撃にも用いることのできる長い航続性能を達成し、加えて多用途に対応する高機能の電子機器搭載が可能になったことと兵器搭載量・種類の増加により本当の意味のマルチロール性を獲得した。アメリカをはじめとする西側陣営のみならずソ連をはじめとする東側陣営も影響を受け、このことにより第4世代の多くの戦闘機はそのような能力を備えるに至った。
戦闘機における機動性や速度性能といった格闘戦能力は、同世代を以て有人航空機の発展形態の一つの到達点に達しており、第5世代ジェット戦闘機はこれに加えてステルス性を付与するという形で発展している。

## 第4世代ジェット戦闘機
アメリカ合衆国
- F-14
- F-15A-D
- F-16
- YF-17 試作のみ
- F/A-18
- F-20 試作のみ

 ソビエト連邦
- MiG-29
- MiG-31
- Su-27
- Yak-141 試作のみ

 イギリス/ ドイツ/ イタリア
- トーネード ADV

 ユーゴスラビア
- ノヴィ・アヴィオン 計画のみ

 フランス
- ミラージュ2000
- ミラージュ4000 試作のみ

 中国
- J-10A
- J-11B
- J-15[1]
- JH-7

 中国/ パキスタン
- JF-17（FC-1）

 中華民国（台湾）
- F-CK-1

 イスラエル
- ラビ 試作のみ

 インド
- テジャス

 韓国
- FA-50

## 第4.5世代ジェット戦闘機
第4.5世代ジェット戦闘機とは、第4世代ジェット戦闘機に分類されるが、第5世代ジェット戦闘機の一部の性能をも備えている戦闘機のことを言う。第4+世代ジェット戦闘機と呼ばれる場合もある。多くは1970年代から現在までにかけて開発され、初の実用化に成功したものはF-15Eがある。
第4.5世代ジェット戦闘機では、第4世代ジェット戦闘機の性能に加え、デジタルフライ・バイ・ワイヤとそれに伴うCCV設計、ストレーキの大型化、カナードや推力偏向ノズルの装備などによって空戦時の機動性を向上させたり、ステルス性のある形状や素材を使う、アビオニクス類などをより先進的な物にする、戦闘機のマルチロール化の趨勢にしたがって対地・対艦攻撃能力を強化する、などの工夫がされている。ただし、これらは一部の第4世代機でも採用例があるため、第4世代と隔絶した差があるわけではなく、それゆえに第5世代ではなく第4世代の中の「第4.5世代」と分類されている。
燃料を短時間で大量に消費するアフターバーナーに頼らないスーパークルーズ能力についても言及される場合があるが、ターボファンエンジンよりも高速度向けの特性を持つ旧式のターボジェットエンジンが主流であった第2世代ジェット戦闘機の時代において、すでに実現した例がある。また、第5世代機（F-22）のスーパークルーズ能力は、その高度なステルスと組み合わせての対空ミサイル・対空砲火網の突破という明確な目的がある一方で、ステルス性能を持たないか限定的な第4.5世代機でアフターバーナーなしのスーパークルーズを達成しても、それに実用上の意味があるのかどうかは疑問視されている。
多くの第4.5世代ジェット戦闘機は、F-15E、F-16V、F/A-18E/F、Su-30系のように、第4世代ジェット戦闘機の改良型として開発されている。
 アメリカ合衆国
- F-15E - F-15EX
- F-16（後期型）[2]
- F/A-18E/F

 ロシア
- MiG-29M 試作のみ
- Su-30SM
- Su-34
- Su-35 (Su-27M) 試作のみ
- Su-37 試作のみ

 イギリス/ ドイツ/ スペイン/ イタリア
- ユーロファイター タイフーン

 フランス
- ラファール

 スウェーデン
- サーブ 39 グリペン

 中国
- J-10C
- J-11
- J-16

 中国/ パキスタン
- JF-17 Block III[3]

 日本/ アメリカ合衆国
- F-2

 韓国/ インドネシア
- KF-21開発中

### 第4++世代ジェット戦闘機

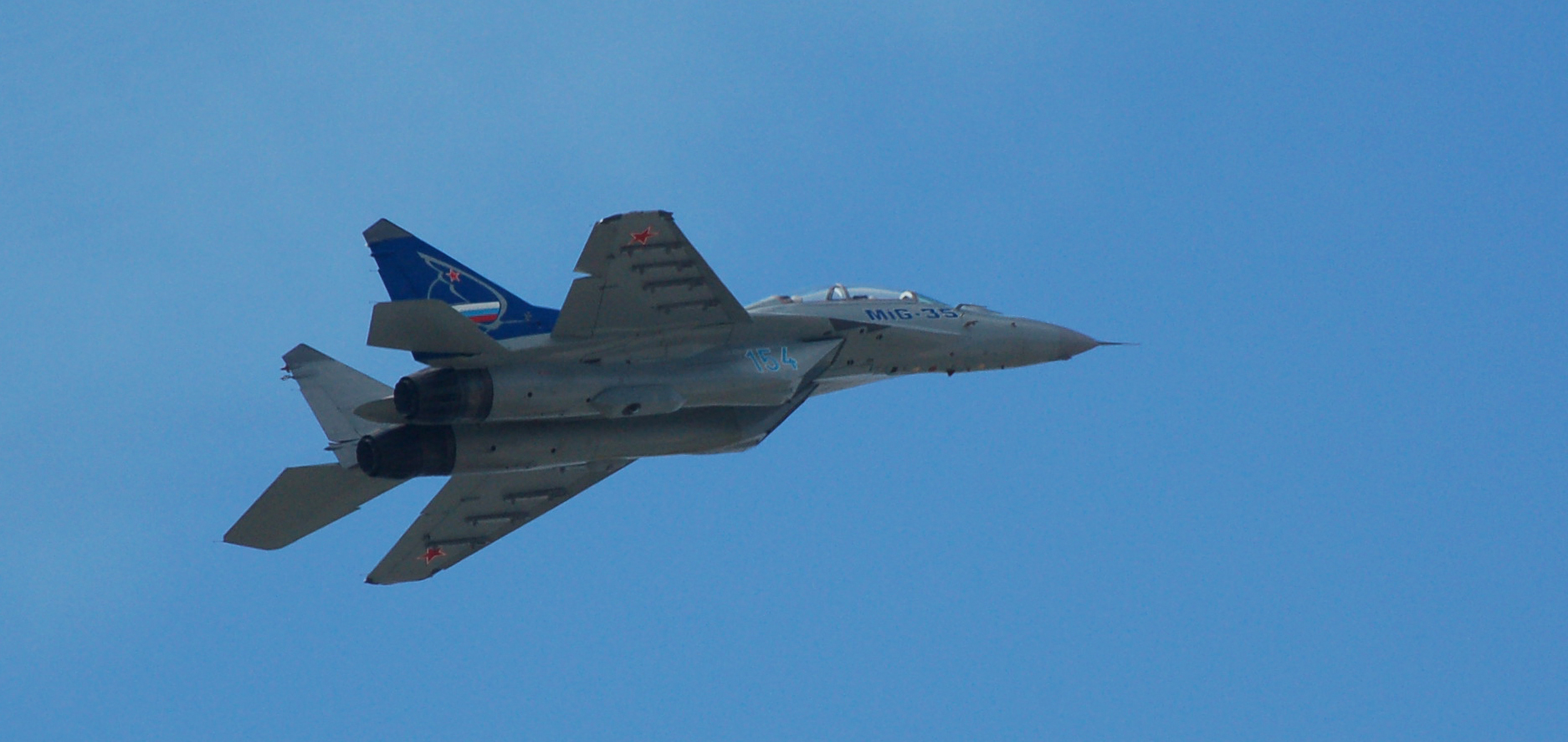
MiG-35

ロシアでは第4+世代ジェット戦闘機(第4.5世代ジェット戦闘機)の更に上の性能を持つ機体として第4++世代戦闘機という定義を使用している。
 ロシア
- Su-35 (2代)
- MiG-35

## 性能比較

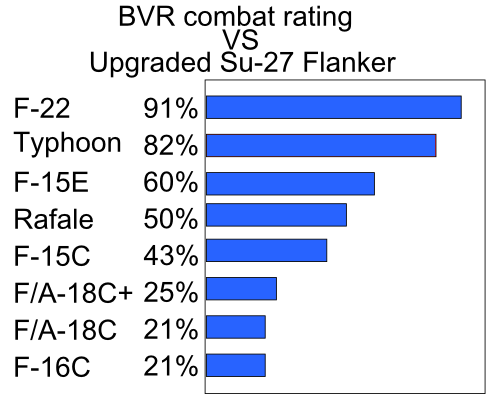
当時のSu-27を相手にした空中格闘戦での想定勝率グラフ
性能向上型のSu-27と空戦時の勝利確率をそれぞれの機体の能力から求めた。ただし、これはあくまでタイフーンの開発主体であるBAEシステムズ社だけのデータであり、信頼性には議論の余地がある。

戦闘機の性能が向上するにつれて、各機種の性能の比較は、言葉や数字では大変表現しにくいものとなってきている。過去においては、その機種のスペックを見ればだいたいの性能が分かったが、現代の主要な戦闘機では、そのほかに機動力、フライ・バイ・ワイヤ、アビオニクス、ステルス性、操縦性などの要素が性能に大きく絡んでおり、数字では表現できなくなったためである。そうしたことから、その機種の撃墜数で性能が評価される事もあるが、世代が違ったり、交戦記録が無い戦闘機同士では、その評価が曖昧になる。例えば、F-15はアメリカやイスラエルの情報によればこれまで撃墜された記録が無く、世界最強の戦闘機と謳われる事があるが、F-15よりも格段に性能が良いF-22も、これまでに撃墜された記録は皆無である。
また、そのほかに各国では、戦闘機の性能評価を探るため、数機種での合同練習を行う事がある。これは比較的大規模になる事からあまり実施されないが、現代においては信頼できる性能比較となる。
また、1994年に、イギリスのDefence EvaluationとResearch Agencyは、Su-35を基準とした4.5世代の戦闘機を、実際のパイロットたちに参加してもらい、ネットワーク上のシミュレーションで対戦させ、性能評価を出した事がある。この記録は、当時は第5世代ジェット戦闘機の電子機器類などについての情報があまり無かったため、多少異なる点もあるが、世界的に有名な性能評価である。（初代Su-35に相当する）“性能向上型のSu-27”を基準1としており、数値が高い方が性能が高い。
ただし、これは2023年現在からは30弱く年も前のデータであり、現在の電子機器類の著しい発展等は含まれていない点は留意する必要がある。またF-15Eは戦闘爆撃機としての性能を追求した結果、空戦能力ではF-15Cよりも妥協しているはずだが、この性能評価ではそれが逆転している。